# Europäischer Kulturpark Bliesbruck-Reinheim

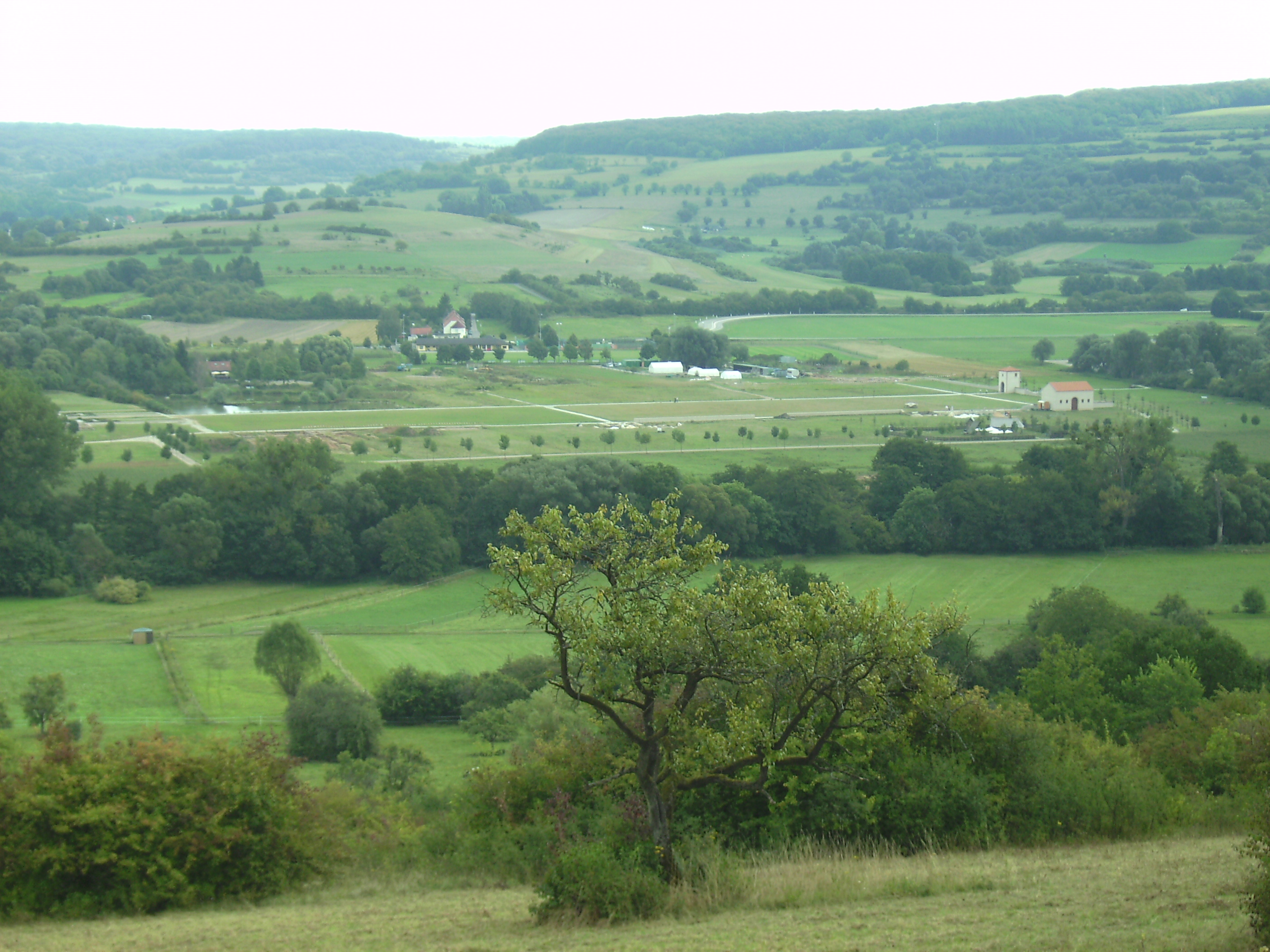
Bliesbruck-Reinheim

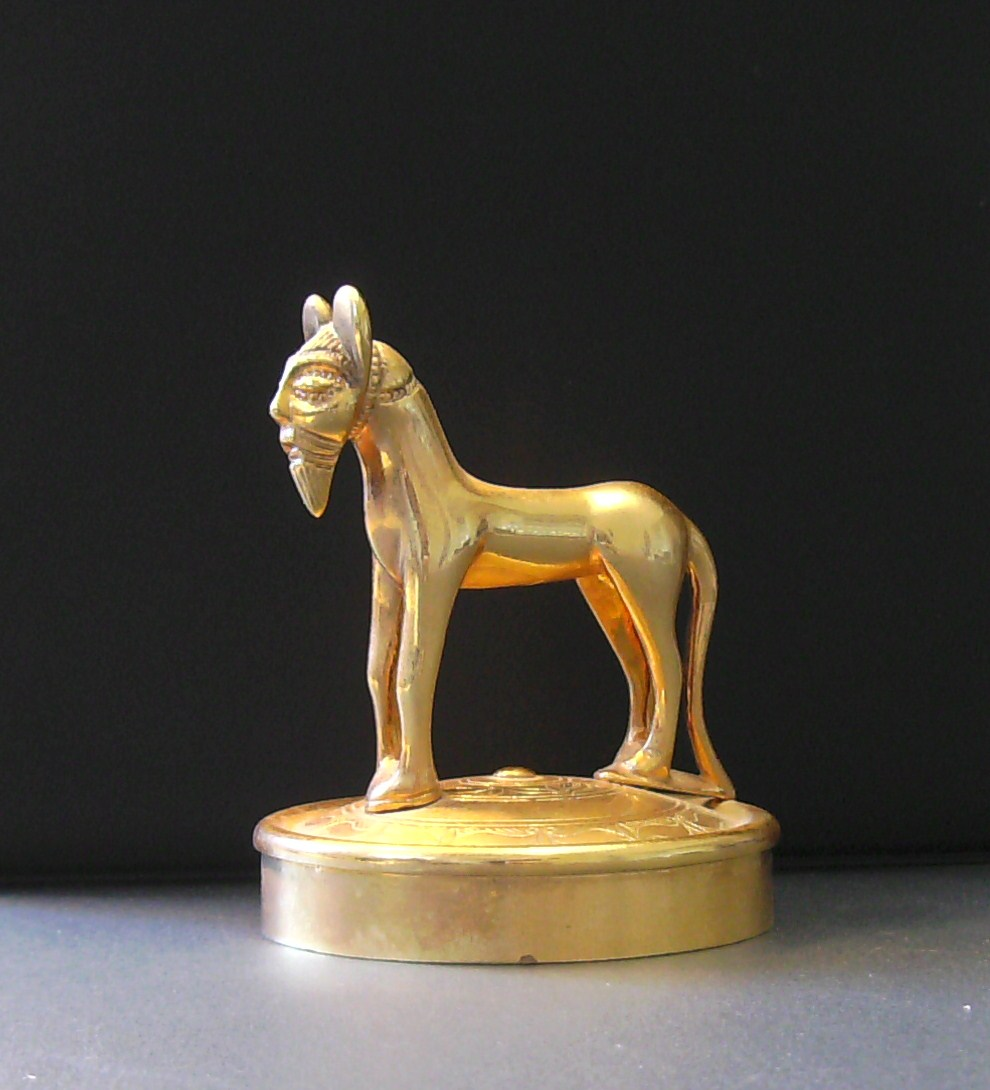
Reinheimer Pferdchen (Originalgröße, Replikat)

Der Europäische Kulturpark Bliesbruck-Reinheim (frz.: Parc Archéologique Européen de Bliesbruck-Reinheim) ist ein Archäologiepark, der sich beidseits der deutsch-französischen Grenze zwischen den Orten Reinheim (Saarland) und Bliesbruck (Département Moselle) erstreckt. In dem 700.000 m² großen Parkgelände werden Befunde aus verschiedenen Epochen ausgegraben und museal präsentiert. Die bedeutendsten sind ein keltisches Fürstinnengrab sowie eine kleinstädtische Siedlung (Vicus) und eine Palastvilla, beide aus römischer Zeit. Jährlich besuchen etwa 50.000 Besucher den Park, der damit zu den wichtigsten Kultur- und Tourismuseinrichtungen in der ländlichen Region zählt.

## Geschichte des Parks

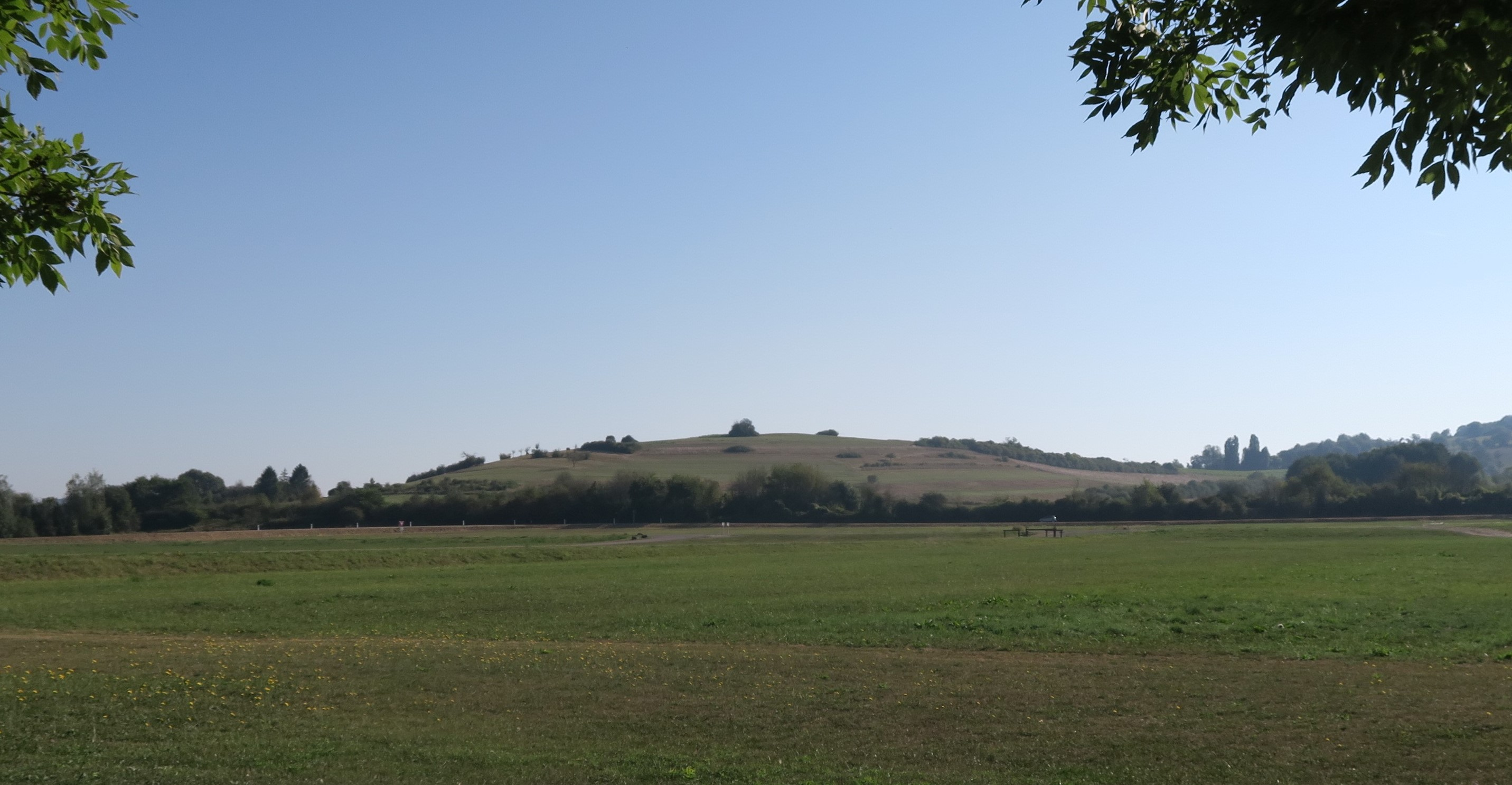
Bliesbruck-Reinheim Homerich Hügel

Erste Ausgrabungen auf dem Gelände fanden zwischen 1806 und 1809 auf dem „Heidenhübel“ im Bereich der römischen Palastvilla von Reinheim statt. 1822 wurden Nachrichten über Funde im „Allermannsland“ publiziert. In den Jahren 1952 bis 1955 wurden auf dem „Katzenbuckel“ in Reinheim fünf römerzeitliche Kalköfen ausgegraben. Überregional bekannt wurde Reinheim durch die Entdeckung des frühlatènezeitlichen Fürstinnengrabes (370 v. Chr.) in einer Kies- und Sandgrube im Jahr 1954. Zehn Jahre später stieß man bei Straßenbauarbeiten in Reinheim auf einen spätbronzezeitlichen Hortfund (9. Jh. v. Chr.). Ebenfalls beim Kies- und Sandabbau wurden 1971 nördlich von Bliesbruck in der Gemarkung „Steinfelder“ die Überreste einer kleinstädtischen Siedlung aus römischer Zeit entdeckt. Die Funde wurden in den ersten Jahren unsystematisch teils geborgen, teils abgebaggert. 1978 wurde der Komplex als Notgrabung eingestuft, die von Prof. Friedrich Hiller (Lehrstuhl Klassische Archäologie der Universität des Saarlandes) und Jean Schaub (aus Saargemünd) bearbeitet und seit 1983 kontinuierlich erforscht wurde. 1987 begannen die systematischen Ausgrabungen in der römischen Palastvilla von Reinheim.
1989 erfolgte die Gründung des Europäischen Kulturparks/Parc Archéologique Européen Bliesbruck-Reinheim. Im selben Jahr wurde der Park durch das französische Kultusministerium in die Liste der bedeutendsten archäologischen Stätten Frankreichs aufgenommen. 1993 wurde über den römischen Thermen von Bliesbruck ein Schutzbau errichtet, um den Originalbefund zu schützen und museal zu präsentieren. 1999 eröffnete die begehbare Rekonstruktion des keltischen Fürstinnengrabhügels. Drei Jahre später konnte das westliche Handwerkerviertel im Vicus von Bliesbruck in konservierter Form neu präsentiert werden. Zwischen 2006 und 2013 wurden drei Nebengebäude der Palastvilla von Reinheim rekonstruiert. 2007 fand die Eröffnung eines neuen Ausstellungszentrums (CREX genannt) mit der Sonderausstellung „Von Pompeji nach Bliesbruck – Leben im römischen Europa“ mit 83.000 Besuchern statt. Bis 2014 gab es im Park auf der französischen Seite ein Restaurant, in dem römische Gerichte nach dem Kochbuch des Marcus Gavius Apicius angeboten wurden.
Direktor der französischen Seite ist Jean-Paul Petit. Auf deutscher Seite wurden die Ausgrabungen zwischen 1987 und 1992 zunächst von Erwin Strahl, danach bis 2011 von Florian Sărăţeanu-Müller geleitet. Auf ihn folgte Michael Ecker. Museumsleiter der deutschen Parkseite ist seit 2012 Andreas Stinsky. Unter seiner Leitung erfuhr das Außengelände eine Neugestaltung, bei der u. a. die ehemaligen Innenräume der römischen Palastvilla zur Verbesserung der Didaktik sowie der visuellen Wahrnehmung mit Splitt ausgefüllt wurden. Zudem wurde erstmals eine Dauerausstellung zur römischen Villa eingerichtet und die Ausstellungsräume im Maison Jean Schaub rundum erneuert.
Der französische Archäologe Jean-Claude Golvin hat eine Reihe von Zeichnungen der Rekonstruktion der römischen Siedlung angefertigt.

## Träger des Parks
Der Europäische Kulturpark wird gemeinschaftlich vom Generalrat des französischen Départements Moselle und der Stiftung Europäischer Kulturpark betrieben. Unterstützt wird das Projekt ebenfalls vom französischen Ministerium für Kultur und Kommunikation, vom Saarland, sowie von der Gemeinde Gersheim. Initiator und geistiger Begründer des Europäischen Kulturparks ist Jean Schaub aus Saargemünd.

## Museen und konservierte Grabungsbefunde

### CREX (Ausstellungszentrum/Centre d’Éxposition)
Im Herzen des Parks befindet sich ein Ausstellungszentrum, welches zum einen Funde aus der römischen Kleinstadt zeigt, zum anderen alljährlich eine spannende Sonderausstellung beherbergt.

### Maison Jean Schaub

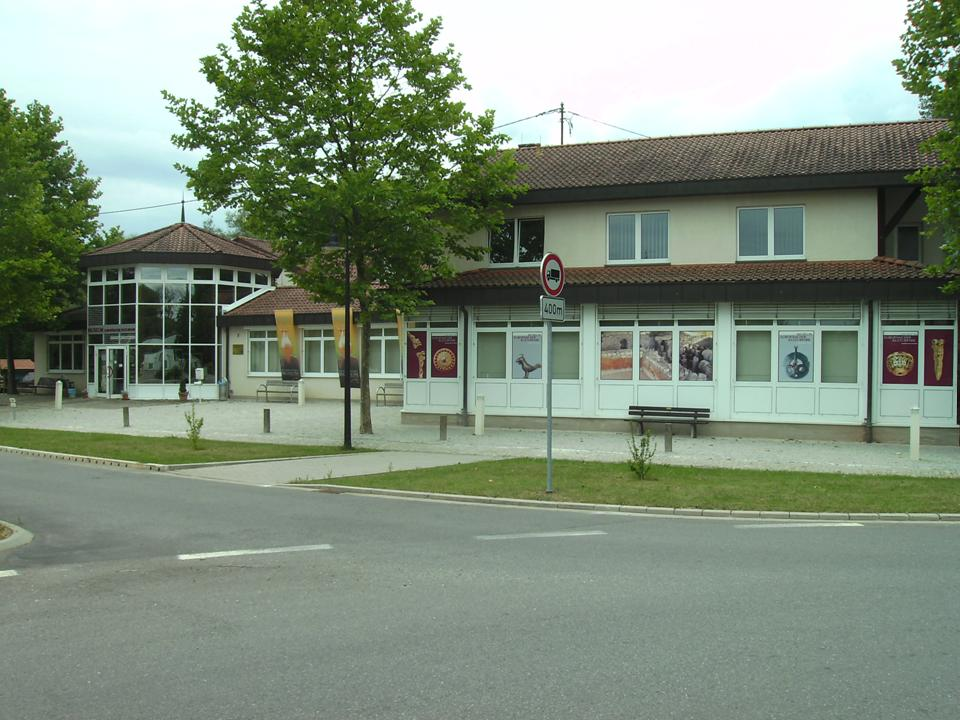
Das Maison Jean Schaub

Die Dauerausstellung in dem kleinen Museumsbau gibt einen Überblick über die Besiedlungsgeschichte des Bliesgaus von der Steinzeit über die Bronze- und Eisenzeit, bis hin zur römischen Epoche. In dem Gebäude befinden sich auch eine Touristinfo und eine dezentrale Infostelle des UNESCO-Biosphärenreservats Bliesgau.

### Keltisches Fürstinnengrab

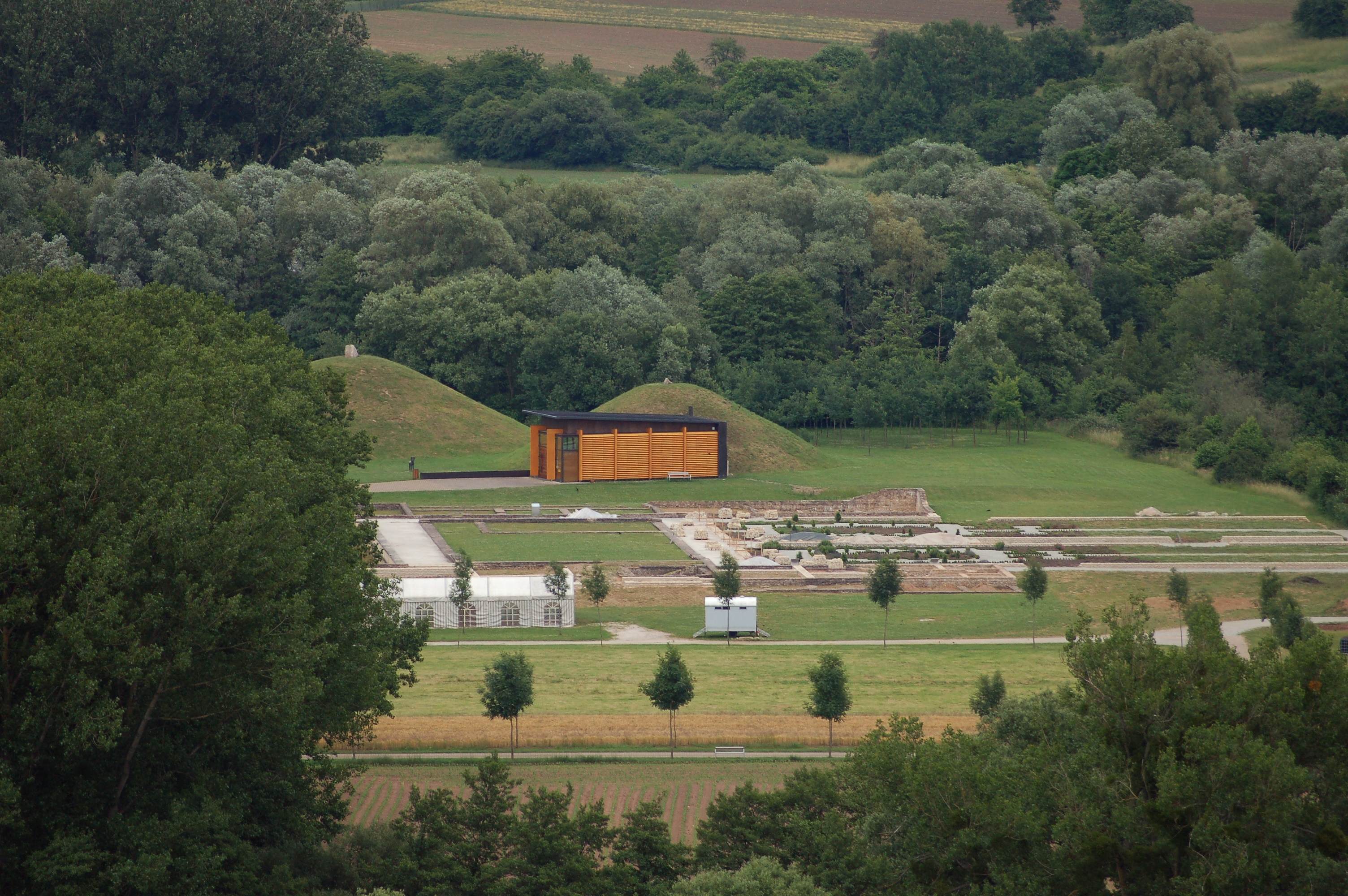
Blick auf das rekonstruierte Fürstinnengrab

In den 1950er Jahren stieß man beim Abbau von Sand und Kies auf drei erodierte Monumentalgrabhügel aus keltischer Zeit. Ein Hügel barg die Überreste einer Dame, der meisterhaft verzierter Goldschmuck und weitere kostbare Beigaben, darunter Importgüter aus fernen Regionen Europas, mitgegeben wurde. Das Grab stammt aus der Frühlatènezeit um 370 v. Chr. Die drei Grabhügel wurden 1999 in ihren ursprünglichen Ausmaßen rekonstruiert. Der Hügel der Fürstin ist begehbar, wobei man einen einzigartig inszenierten Einblick in die Grabkammer erhält.

### Römische Palastvilla
Seit 1987 werden die Überreste einer Villa aus römischer Zeit ausgegraben, die mit 7 ha (70.000 m²) zu den größten ihrer Art im Saar-Mosel-Raum zählt. Nahezu komplett ausgegraben stellt sie ein Musterbeispiel ländlicher Domizile der gallo-römischen Oberschicht dar. Um die Größe und Form dieses zwischen dem 1. und 4. Jahrhundert n. Chr. bestehenden Landgutes zu veranschaulichen, werden einzelne Teile rekonstruiert. Die Funde aus der Villa und Wissenswertes über diesen besonderen Bautyp findet man im Obergeschoss der Taverne, die in einem rekonstruierten Nebengebäude untergebracht ist.

### Römische Kleinstadt (vicus) mit Thermen

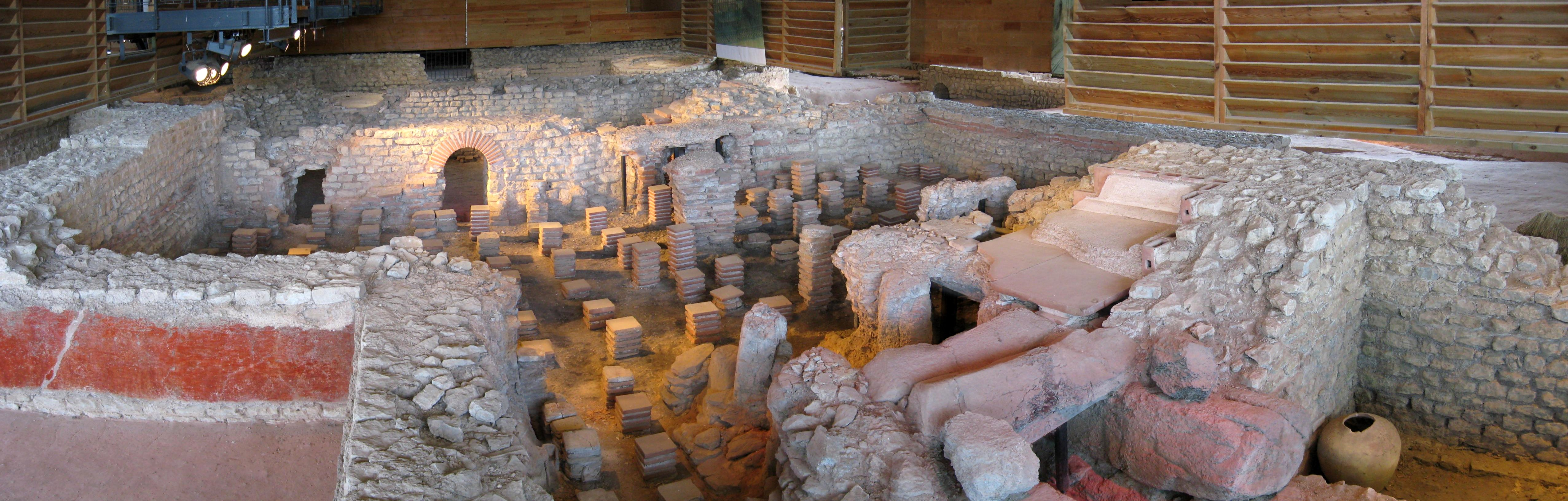
Blick in die römischen Thermen

Auf der französischen Parkseite werden seit 1971 die Überreste einer römischen Straßensiedlung (Vicus) mit kleinstädtischem Charakter ausgegraben, die zwischen dem 1. und dem 5. Jahrhundert n. Chr. bestand. Der antike Name dieser Siedlung, in der während ihrer Blütezeit ca. 2000 Menschen lebten, ist nicht bekannt. Die Einwohner des Vicus waren in erster Linie Handwerker, die entlang den Straßen in Streifenhäusern wohnten, in denen sich zugleich die Werkstätten befanden. Im Zentrum der Siedlung standen neben einer Basilika und einer repräsentativen Brunnenanlage öffentliche Thermen nach mediterranem Vorbild.

### Gebäude an der Grenze
2015 wurde das Ausstellungsgebäude Gebäude an der Grenze eröffnet. Die thematischen Schwerpunkte des in der Mitte des Parks an der deutsch-französischen Grenze gelegenen Baus liegen auf der Geschichte des Parks und der europäischen Idee.

## Veranstaltungen
Der Park bietet ein breites Angebot an Veranstaltungen, insbesondere auch für Schulklassen, an. Neben dem jährlich stattfindenden „Antiken Spektakel“, bei dem durch Stände und Vorführungen durch Reenactment-Gruppen die antike Alltagswelt veranschaulicht wird, werden diverse Erlebnistage zu den Themen Archäologie, Geschichte, Natur und Kultur angeboten. Seit 2013 findet im Sommer auch ein Heißluftballon- und Drachenfestival auf dem Gelände des Parks statt.

## Forschungszentrum
Der Europäische Kulturpark Bliesbruck-Reinheim ist neben Museum und Park auch ein archäologisches Forschungszentrum. Im Fokus der wissenschaftlichen Bearbeitung stehen dabei jedoch nicht nur die Ausgrabungen im Parkgelände, sondern auch das Umland. Ziel ist es, die Besiedlungsentwicklung in der gesamten Region nachzuvollziehen und verständlich aufzuarbeiten. Angesichts einer Besiedlungskontinuität von der Bronzezeit bis in die heutige Zeit, mit bedeutenden Funden aus fast allen Zeitepochen, zählt die Siedlungskammer von Bliesbruck-Reinheim zu einem der wichtigsten vor- und frühgeschichtlichen Fundplätzen in Mitteleuropa. Der Europäische Kulturpark stellt damit ein europäisches Zentrum der archäologischen Forschung dar. Die einzelnen Projekte werden in Kooperation mit anderen Forschungsinstitutionen durchgeführt.
Mit den BLESA-Bänden verfügt der Park seit 1993 auch über eine eigene wissenschaftliche Schriftenreihe mit der Forschungsarbeiten publiziert werden.